# Sharp X68000
De X68000 is een homecomputer ontwikkeld door Sharp die voor het eerst op de markt verscheen in Japan in 1987.
Het apparaat dankt zijn naam aan de gebruikte processor; een Motorola 68000. Het eerste model draait op een snelheid van 10 MHz en heeft 1 MB RAM-geheugen. Het laatste model uit 1993 bevat een 25 MHz 68030-processor, 4 MB geheugen en een optionele 80 MB harde schijf.

## Ontwerp
De X68000 bevat twee 5,25-inch of 3,5-inch floppystations in een opmerkelijke kast van twee gekoppelde torens. Het systeem was een van de eerste met een software-gestuurde stroomknop, die wanneer ingedrukt, het besturingssysteem opdracht gaf tot opslaan en afsluiten.
De computer heeft aansluitingen voor een hoofdtelefoon, joystick, keyboard en muis. Aan de achterkant aansluitingen voor een stereoscopische bril, diskette- en harde schijf-poorten en enkele uitbreidingssleuven. De bovenkant van de kast heeft een inschuifbare draagbeugel.
De eerste uitvoeringen van de X68000 hebben een SASI-interface voor de harde schijf die later werd vervangen door een SCSI-interface.

### Uitbreidingen
Er kwamen vele uitbreidingskaarten op de markt voor het systeem, zoals voor netwerk, SCSI, geheugen, MIDI en processor-acceleratiekaarten.

## Lijst van modellen
- X68000 (1987)
- X68000 ACE (1988)
- X68000 EXPERT en PRO (1989)
- X68000 EXPERT II, PRO II en SUPER (1990)
- X68000 XVI (1991)
- X68000 Compact (1992)
- X68030 en X68030 Compact (1993)

* exclusief HD-modellen met ingebouwde harde schijf

## Technische specificaties

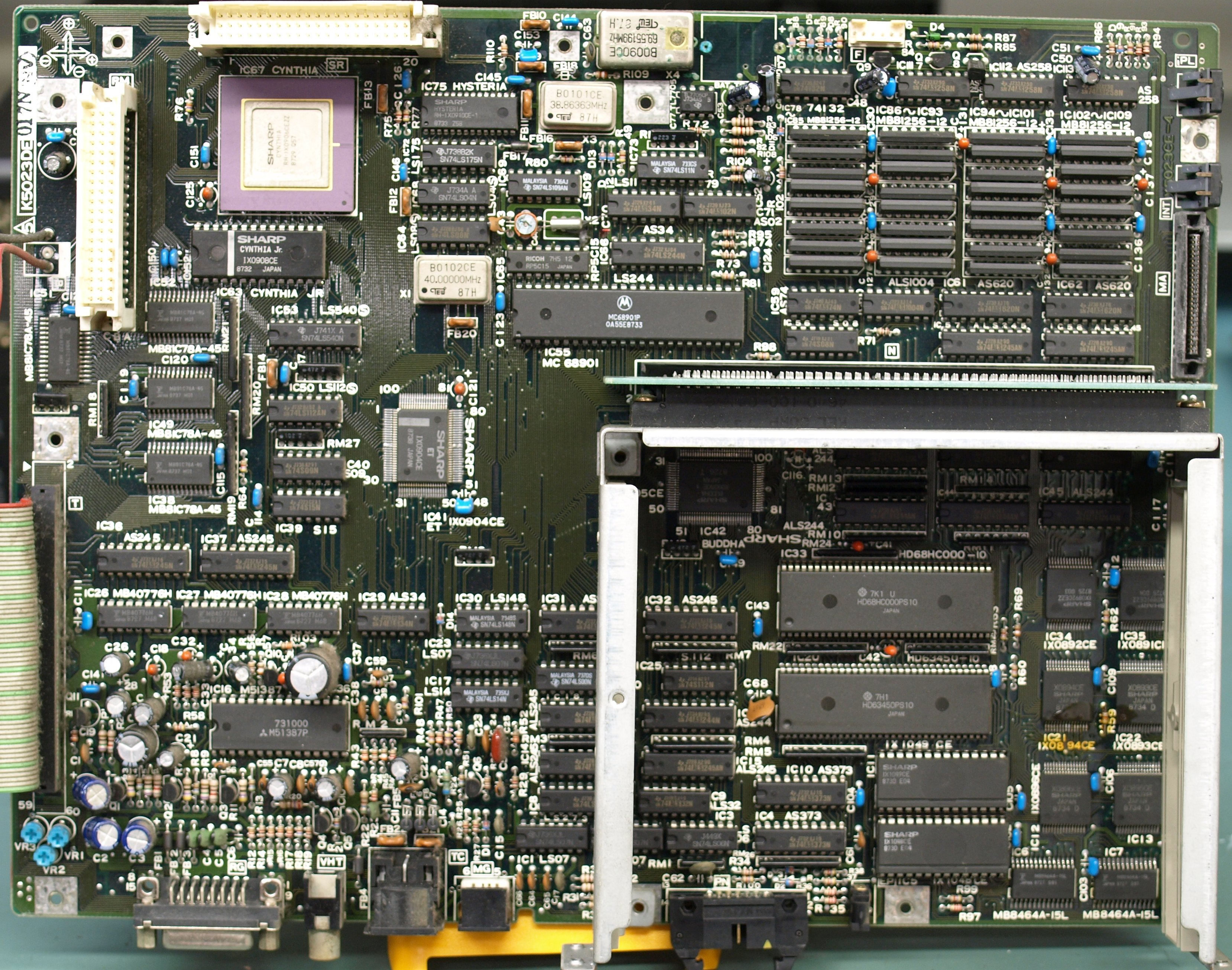
Moederbord van een X68000.

### Processor
- Hoofdprocessor
  - Hitachi HD68HC000 (16/32 bit), 10 MHz (1987-1991)
  - Motorola 68000 (16/32 bit), 16 MHz (1991-1992)
  - Motorola MC68EC030 (32 bit), 25 MHz (1993)
- Coprocessor: AMD Banchu Cammago 4007 (vanaf 1990)
- Grafische processor: Sharp-Hudson aangepaste chipset
- Geluidschip: Yamaha YM2151 en YM3012, Oki MSM6258

### Geheugen
- ROM: 1 MB
- RAM: 1 tot 4 MB (uitbreidbaar tot 12 MB)
- VRAM: 1056 kB
- SRAM: 16 kB

### Grafisch
- Kleurenpalet: 65.536 kleuren
- Beeldresolutie: 512×240, 256×240, 640×480, 768×512, 1024×1024 pixels
- Functies: hardware scrolling, super-impose, sprite flipping

### Overige specificaties
- Uitbreiding: 2 kaartsleuven (4 op PRO-modellen)
- I/O-poorten: MSX-compatibele joystickpoorten, audio in/uit, stereoscopische bril, tv/monitor, RGB/NTSC videobeeld, 2 uitbreidingssleuven, externe diskette, SASI/SCSI, RS232 seriële poort, parallelle poort, hoofdtelefoon/microfoon
- Twee 5,25-inch floppystations van elk 1,2 MB
- Twee 3,5-inch diskettestations van elk 1,44 MB
- Harde schijf: 20 tot 80 MB
- Spanning: 100 volt
- Gewicht: 8 kg